# Instytut Tomistyczny
O Instytut Tomistyczny (Instituto Tomista) é um instituto fundado em 1958 em Varsóvia por iniciativa do Primaz da Polônia, Cardeal Stefan Wyszyński. O primeiro diretor foi o Pe. Dr. Bernard Przybylski O.P. (1958–1979), e o próximo foi o Pe. Kazimierz Marciniak (1979–2002). Atualmente o diretor é o Pe. Dr. Mateusz Przanowski. O Instituto reúne informações científicas sobre pesquisas teológicas realizadas no século XX e trabalha com história da teologia, especialmente o tomismo e o pensamento medieval.
Atualmente, o trabalho do Instituto concentra-se na obra e no pensamento de S. Tomás de Aquino.

## Publicações
O Instituto publica anualmente um periódico, bem como inúmeras publicações, monografias, bibliografias, catálogos e guias. Mais de cinquenta anos de existência do Instituto permitiram que ele acumulasse um acervo de aproximadamente 80 mil volumes; É uma das melhores oficinas polonesas para estudos medievais.

### Publicações selecionadas
- (2008) Tomasz z Akwinu – człowiek i dzieło[1].